# Torneo Nacional Alevín de Fútbol 7 2012
El Torneo Nacional Alevín de Fútbol 7 Blue BBVA, anteriormente denominado Campeonato Nacional Alevín de Fútbol de Brunete, es un torneo de fútbol base que disputan los equipos sub-12 (alevines) en la modalidad de fútbol 7 de los clubes que participaron esa temporada en la Primera División de España. En el año 2012 se celebró la edición número 19 del torneo, teniendo lugar en el mes de mayo en la ciudad de Benalmádena, Málaga.
El campeón de esta edición fue el Atlético de Madrid, tras vencer en la final al Valencia CF. Las distinciones individuales recayeron sobre el valencianista Abel Ruiz, como Mejor Jugador del torneo, y el colchonero Salomón Obama, como Máximo Goleador.

## Participantes
Los participantes fueron los 20 equipos alevines cuyo equipo matriz haya disputado la Primera División de España esa misma temporada.
Se dividieron en 4 grupos de 5 equipos cada uno, en los que los dos mejor clasificados pasaron a disputar la fase final.
| - Real Sociedad - FC Barcelona - Real Madrid CF - Athletic Club - Valencia CF - Real Betis - Sevilla FC - Atlético de Madrid - Málaga CF - Real Sociedad | - CA Osasuna - Real Zaragoza - Racing de Santander - RCD Español - Real Sporting de Gijón - Getafe CF - Granada CF - Levante UD - Rayo Vallecano - RCD Mallorca |

## Fase de grupos
| Grupo A        | Pts | PJ | PG | PE | PP | GF | GC | Dif |
| -------------- | --- | -- | -- | -- | -- | -- | -- | --- |
| Valencia CF    | 12  | 4  | 4  | 0  | 0  | 8  | 1  | 7   |
| Málaga CF      | 7   | 4  | 2  | 1  | 1  | 5  | 5  | 0   |
| Real Madrid CF | 5   | 4  | 1  | 2  | 1  | 5  | 2  | 3   |
| Real Betis     | 2   | 4  | 0  | 2  | 2  | 1  | 4  | -3  |
| Real Sociedad  | 1   | 4  | 0  | 1  | 3  | 4  | 11 | -7  |

| Grupo B        | Pts | PJ | PG | PE | PP | GF | GC | Dif |
| -------------- | --- | -- | -- | -- | -- | -- | -- | --- |
| RCD Mallorca   | 10  | 4  | 3  | 1  | 0  | 7  | 1  | 6   |
| Rayo Vallecano | 7   | 4  | 2  | 1  | 1  | 5  | 3  | 2   |
| Sevilla FC     | 6   | 2  | 2  | 0  | 2  | 5  | 7  | -2  |
| RCD Español    | 5   | 4  | 1  | 2  | 1  | 5  | 4  | 1   |
| Real Zaragoza  | 0   | 4  | 0  | 0  | 4  | 1  | 8  | -7  |

| Grupo C           | Pts | PJ | PG | PE | PP | GF | GC | Dif |
| ----------------- | --- | -- | -- | -- | -- | -- | -- | --- |
| FC Barcelona      | 10  | 4  | 3  | 1  | 0  | 7  | 0  | 7   |
| Villarreal CF     | 7   | 4  | 2  | 1  | 1  | 10 | 3  | 7   |
| Granada CF        | 5   | 4  | 1  | 2  | 1  | 6  | 7  | -1  |
| Sporting de Gijón | 2   | 4  | 0  | 2  | 2  | 2  | 8  | -6  |
| Getafe CF         | 2   | 4  | 0  | 2  | 2  | 1  | 8  | -7  |

| Grupo D             | Pts | PJ | PG | PE | PP | GF | GC | Dif |
| ------------------- | --- | -- | -- | -- | -- | -- | -- | --- |
| Atlético de Madrid  | 9   | 4  | 3  | 0  | 1  | 11 | 4  | 7   |
| CA Osasuna          | 7   | 4  | 2  | 1  | 1  | 2  | 1  | 1   |
| Levante UD          | 5   | 4  | 1  | 2  | 1  | 1  | 3  | -2  |
| Athletic Club       | 4   | 4  | 1  | 1  | 2  | 4  | 6  | -2  |
| Racing de Santander | 3   | 4  | 1  | 0  | 3  | 4  | 8  | -4  |

|  | Equipos clasificados para los Cuartos de final. |

## Fase final
La fase final de la competición se disputó a partido único. En caso de estar la eliminatoria empatada tras los 20 minutos se decidirá en una tanda de penaltis.
|  | Cuartos de final 26 de mayo | Cuartos de final 26 de mayo |                    |       | Semifinal 27 de mayo | Semifinal 27 de mayo |  |  | Final 27 de mayo | Final 27 de mayo |
|  |                             |                             |                    |       |                      |                      |  |  |                  |                  |
|  |                             |                             |                    |       |                      |                      |  |  |                  |                  |
|  |                             |                             |                    |       |                      |                      |  |  |                  |                  |
|  | Atlético de Madrid          | 2                           |                    |       |                      |                      |  |  |                  |                  |
|  | Atlético de Madrid          | 2                           |                    |       |                      |                      |  |  |                  |                  |
|  | Villarreal CF               | 0                           |                    |       |                      |                      |  |  |                  |                  |
|  | Villarreal CF               | 0                           | Atlético de Madrid | 2     |                      |                      |  |  |                  |                  |
|  |                             |                             | Atlético de Madrid | 2     |                      |                      |  |  |                  |                  |
|  |                             | FC Barcelona                | 1                  |       |                      |                      |  |  |                  |                  |
|  | FC Barcelona                | FC Barcelona                | 1                  | 0 (3) |                      |                      |  |  |                  |                  |
|  | FC Barcelona                |                             |                    | 0 (3) |                      |                      |  |  |                  |                  |
|  | CA Osasuna                  | 0 (2)                       |                    |       |                      |                      |  |  |                  |                  |
|  | CA Osasuna                  | 0 (2)                       | Atlético de Madrid | 3     |                      |                      |  |  |                  |                  |
|  |                             |                             | Atlético de Madrid | 3     |                      |                      |  |  |                  |                  |
|  |                             | Valencia CF                 | 1                  |       |                      |                      |  |  |                  |                  |
|  | RCD Mallorca                | Valencia CF                 | 1                  | 0     |                      |                      |  |  |                  |                  |
|  | RCD Mallorca                |                             |                    | 0     |                      |                      |  |  |                  |                  |
|  | Málaga CF                   | 1                           |                    |       |                      |                      |  |  |                  |                  |
|  | Málaga CF                   | 1                           | Málaga CF          | 0     |                      |                      |  |  |                  |                  |
|  |                             |                             | Málaga CF          | 0     |                      |                      |  |  |                  |                  |
|  |                             | Valencia CF                 | 4                  |       |                      |                      |  |  |                  |                  |
|  | Valencia CF                 | Valencia CF                 | 4                  | 2     |                      |                      |  |  |                  |                  |
|  | Valencia CF                 |                             |                    | 2     |                      |                      |  |  |                  |                  |
|  | Rayo Vallecano              | 0                           |                    |       |                      |                      |  |  |                  |                  |

### Final
El Atlético de Madrid se proclamó campeón del XIX Torneo Nacional Blue BBVA Alevín al ganar por tres goles a uno al Valencia C. F. Salomón Obama, delantero rojiblanco, fue una de las estrellas del torneo y se proclamó máximo goleador del mismo, aunque fue Abel Ruiz, delantero del Valencia, quien fue elegido como mejor jugador del torneo. Los rojiblancos ganaron tras eliminar a equipos como el F.C. Barcelona y el Villarreal C.F..